# Télamon
Pour les articles homonymes, voir Télamon (homonymie).

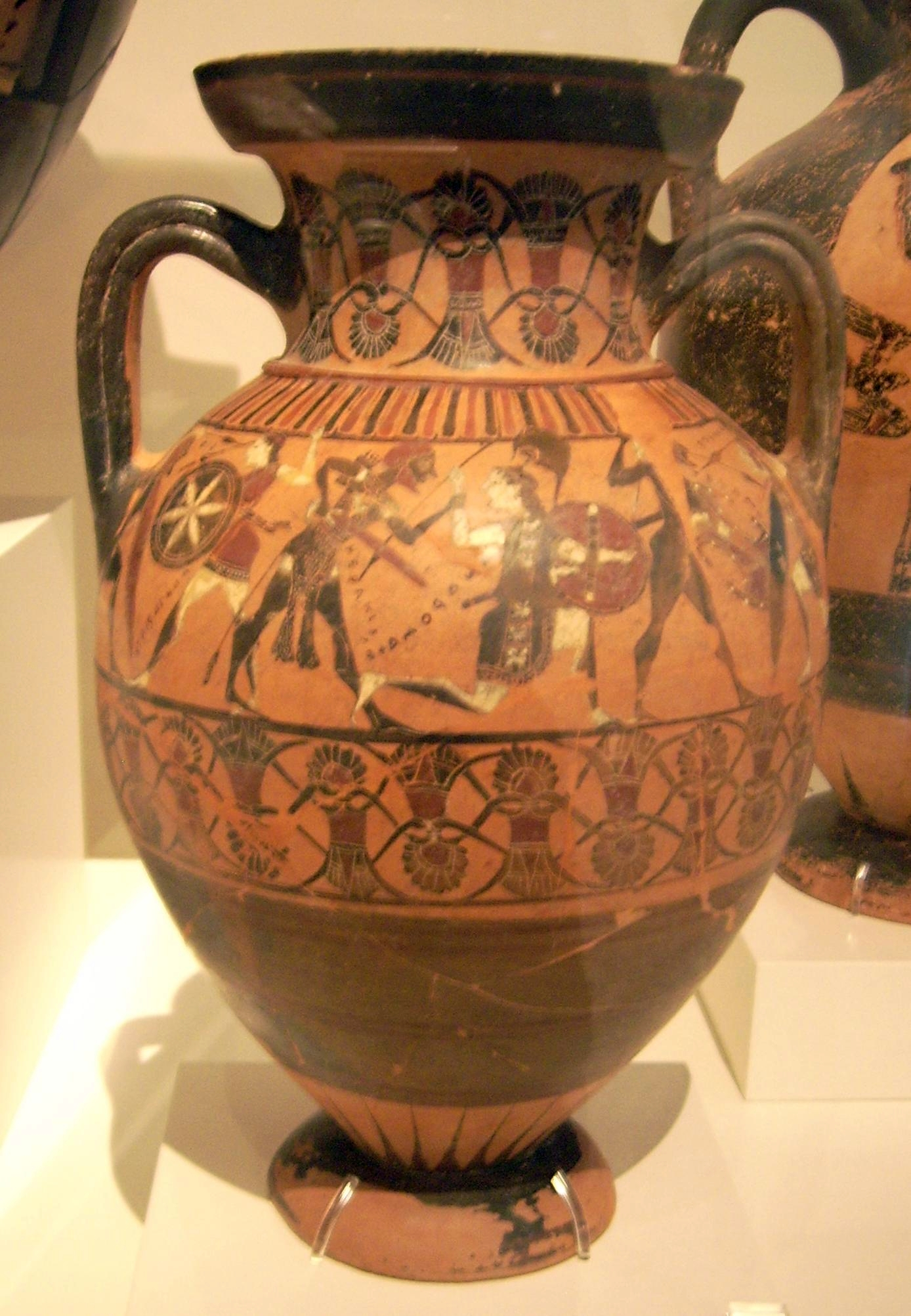
Amazonomachie figurant Héraclès et Télamon, amphore tyrrhénienne du Peintre de Prométhée, v. 550 av. J.-C., Musée national archéologique d'Athènes.

Dans la mythologie grecque, Télamon (en grec ancien Τελαμών / Telamốn), fils d'Éaque et d'Endéis, frère de Pélée et père d'Ajax le grand et de Teucros, est roi de l'île de Salamine.

## Mythe

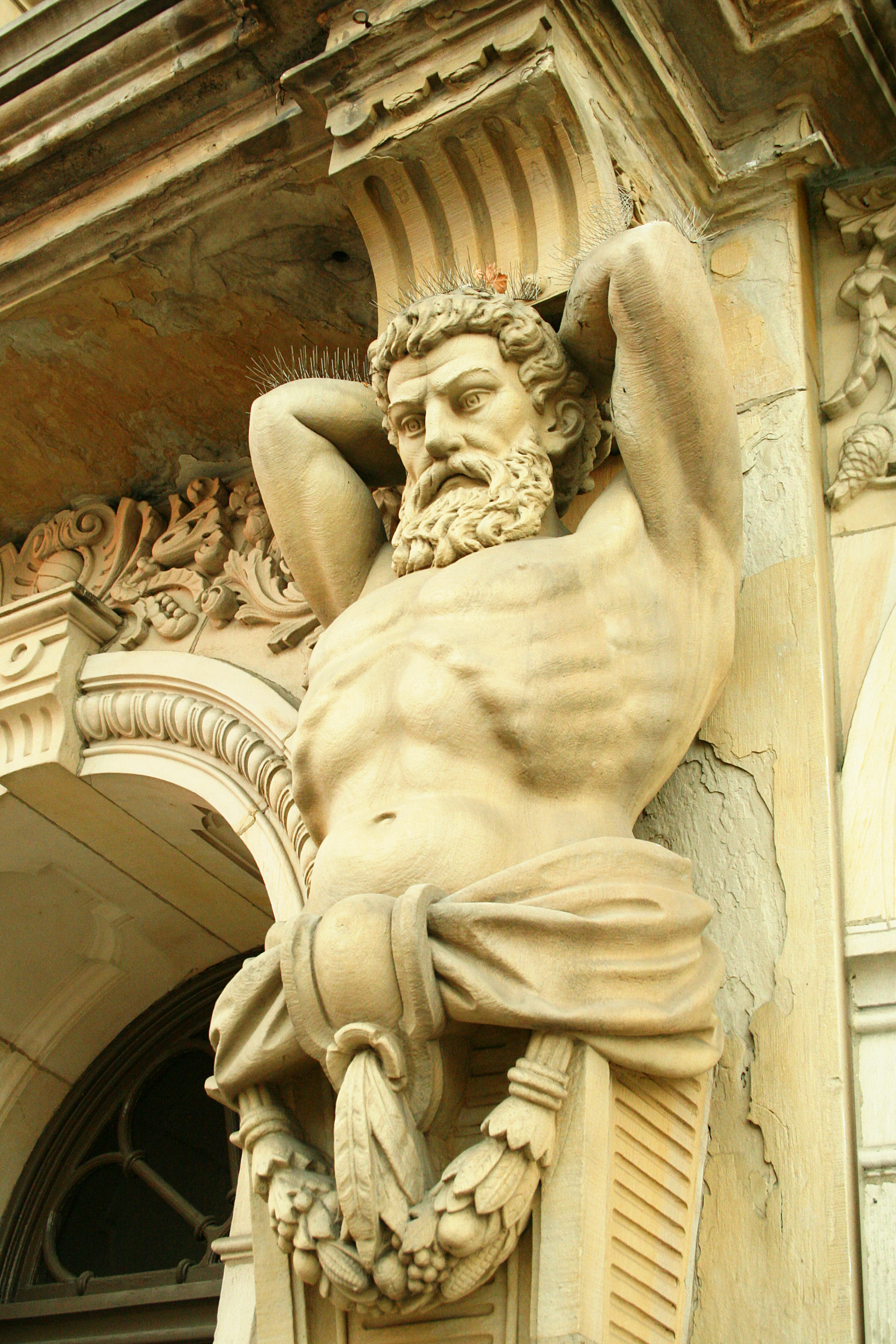
Télamon sur un tribunal de l'Ohio (États-Unis).

Dans sa jeunesse, il se rendit coupable, avec Pélée, du meurtre de son demi-frère Phocos, ce qui provoqua le bannissement des deux frères par leur père. Son père Éaque ayant participé à la construction des murailles de Troie, il en connaissait les points faibles et parvint à entrer dans la ville lors de l'expédition d'Héraclès contre Troie. Il obtint en butin Hésione, fille de Laomédon et la rendit mère de Teucros, demi-frère d'Ajax le Grand : avec Hésione comme mère de Teucros, celui-ci a également du sang de la famille royale de Troie. Selon certains auteurs, Ajax et Teucros sont frères.

## Représentations artistiques
Les Étrusques utilisèrent souvent la figure de Télamon en atlante soutenant le monde dans des frises de leurs tombes. En architecture, les atlantes sont des personnages masculins colossaux utilisés comme colonnes. Ce sont les versions masculines des cariatides.